# Carl Norén
Carl Johan Emanuel Norén, född 5 oktober 1983 i Borlänge kyrkobokföringsdistrikt, Kopparbergs län, är en svensk musiker. Han sjunger, spelar gitarr, munspel och ibland keyboard i svenska rock/popbandet Sugarplum Fairy där han även är en av två låtskrivare. Bandet startade han tillsammans med den två år yngre brodern och sångaren Viktor Norén och trummisen Kristian Gidlund. Carl Norén är uppvuxen i Borlänge och är yngre bror till musikern Gustaf Norén.

## Biografi
Noréns första sololåt heter The Anger, vilken gick in på Trackslistan 16 oktober 2010. Carl Noréns debutalbum, Owls, släpptes i februari 2011. 
Carl Norén arbetar även som lärare på Lilla Akademiens musikgymnasium. Där ansvarar han för kurserna idrott, entreprenörskap, psykologi, svenska och musikproduktion.